# Jean-Baptiste Lestiboudois
Jean-Baptiste Lestiboudois (Douai, 30 gennaio 1715 – Lilla, 20 marzo 1804) è stato un botanico e farmacista francese.

## Biografia
Laureatosi in Farmacia nel 1739 all'Università di Douai, dopo aver fatto pratica nell'ospedale del luogo, si trasferì a Lille dove lo stesso anno fu nominato capo farmacista dell'esercito francese. Dal 1758 prestò servizio nel quartier generale dell'esercito, che si trovava nel Basso Reno, ed ebbe modo di studiare le specie botaniche delle vicine località di Colonia e di Braunschweig, durante le campagne militari francesi. Si occupò di raccogliere esemplari essiccati in un erbario, catalogandoli nella tassonomia esistente.
Nel 1770 venne nominato professore di botanica dal magistrato di Lille, pubblicando due anni dopo con Pierre Ricquet la Jussu senatus insulensis tertio edita e, nel 1774, una Carta botanica nella quale combinava la tassonomia di Linneo (1707-1778) con quella di Joseph Pitton de Tournefort (1656-1708)
L'opera è sua volta collegata ai temi dell'Abrégé élémentaire de botanique à l'usage de l'Ecole de botanique de Lille ("Compendio fondamentale di botanica a uso della Scuola di Botanica di Lille")
Nel 1796 divenne ordinario di storia naturale nello stesso ateneo (professore nazionale, situato nell'ex antico convento dei Recolletti a rue des Arts, a Lille..
Furono figli d'arte anche:
- François Joseph Lestiboudois (1759-1815)[8][9], succedette al padre nella cattedra di botanica all'École centrale du département du Nord à Lille[10] e membro della Société des sciences, de l'agriculture et des arts de Lille[11] ("Società delle Scienze, dell'Agricoltura e delle Arti di Lille");
- il nipote Gaspard Thémistocle Lestiboudois (1797-1876), che dopo la laurea in Medicina conseguita a Parigi nel 1818, fu insignito della Legion d'onore[12] per le sue ricerche sulla piaga bubbonica condotte nel 1935 in Algeria.[13], alle quali seguì la pubblicazione di una storia della fillotassi anatomica[14][15]